# Juan Maraude
Juan Alberto Maraude (Resistencia, 11 de enero de 1981) es un exfutbolista y entrenador argentino nacionalizado boliviano. Se desempeñó como delantero.

## Trayectoria
Debutó en 1997 jugando por Chaco For Ever. En 1998 se marchó a Argentino de Rosario, en donde jugó por dos años. Desde finales de 1999 hasta inicios del año 2002 no existe información sobre los equipos en los que militó. Justo ese 2002 fichó por el Royal Obrero de Bolivia, equipo en el cual militó dos temporadas y fue goleador con 20 tantos. 
Ee el 2004 firmó por el Atlético Bermejo, también de Bolivia. Al año siguiente volvió a Royal Obrero por un año y el luego pasó al Club Atlético Ciclón de Tarija. En 2007 y 2008 prosiguió su carrera por tierras bolivianas jugando por Real Mamoré y Oriente Petrolero. Luego, en 2009, jugó por el Alianza Atlético de Sullana, equipo con el que participó en la Copa Sudamericana. Posteriormente regresó a Bolivia para jugar nuevamente por el Real Mamoré.
en la temporada 2013-2014 desciende con el Guabirá

## Clubes

### Como jugador
| Club                 | País      | Año         |
| -------------------- | --------- | ----------- |
| C. A. Villa Alvear   | Argentina | 1998        |
| Argentino de Rosario | Argentina | 1998 - 1999 |
| Royal Obrero         | Bolivia   | 2002 - 2003 |
| Atlético Bermejo     | Bolivia   | 2004        |
| Royal Obrero         | Bolivia   | 2005        |
| Ciclón               | Bolivia   | 2006        |
| Real Mamoré          | Bolivia   | 2007        |
| Oriente Petrolero    | Bolivia   | 2008        |
| Alianza Atlético     | Perú      | 2009        |
| Real Mamoré          | Bolivia   | 2010 - 2011 |
| San José             | Bolivia   | 2011        |
| Ciclón               | Bolivia   | 2012        |
| Guabirá              | Bolivia   | 2012        |

### Hat-tricks
| 1 | 28 de marzo de 2010 | Estadio Gran Mamoré, Trinidad | Real Mamoré - Guabirá |  | 3 - 0 | Apertura 2010   |
| 2 | 24 de abril de 2011 | Estadio Gran Mamoré, Trinidad | Real Mamoré - Guabirá |  | 6 - 2 | Adecuación 2011 |

## Palmarés

### Títulos regionales
| Título              | Club             | País    | Año  |
| ------------------- | ---------------- | ------- | ---- |
| Campeonato Tarijeño | Atlético Bermejo | Bolivia | 2004 |
| Campeonato Tarijeño | Ciclón           | Bolivia | 2011 |

### Títulos nacionales
| Título             | Club    | País    | Año     |
| ------------------ | ------- | ------- | ------- |
| Copa Simón Bolívar | Guabirá | Bolivia | 2012/13 |

### Distinciones individuales
| Distinción                                                   | Año             |
| ------------------------------------------------------------ | --------------- |
| Máximo goleador de la Copa Simón Bolívar                     | 2006            |
| Máximo goleador de la Primera División de Bolivia (16 goles) | Clausura 2007   |
| Botín de Oro Fair Play Store - 23 goles en una temporada     | 2007            |
| Máximo goleador de la Primera División de Bolivia (19 goles) | Adecuación 2011 |
| Máximo goleador de la Copa Simón Bolívar                     | 2012/13         |

### Otros
- Subcampeón Copa Simón Bolívar 2006